# El Saltito, Guanajuato
El Saltito är en ort i Mexiko.   Den ligger i kommunen San Miguel de Allende och delstaten Guanajuato, i den centrala delen av landet, 230 km nordväst om huvudstaden Mexico City. El Saltito ligger 2 084 meter över havet och antalet invånare är 119.
Terrängen runt El Saltito är kuperad åt sydost, men åt nordväst är den platt. Runt El Saltito är det ganska tätbefolkat, med 96 invånare per kvadratkilometer. Närmaste större samhälle är San Miguel de Allende, 4,5 km norr om El Saltito. Trakten runt El Saltito består i huvudsak av gräsmarker.